# Austrasiatica
Austrasiatica là một chi ốc biển, là động vật thân mềm chân bụng sống ở biển trong họ Cypraeidae, họ ốc sứ

## Các loài
Các loài thuộc chi Austrasiatica bao gồm:
- Austrasiatica hirasei (Roberts, 1913)
- Austrasiatica langfordi (Kuroda, 1938)
- Austrasiatica sakurai (Habe, 1970)